# Hans Seidelin (højesteretsdommer)
 Der er flere personer med dette navn, se Hans Seidelin.
Hans Seidelin (1695 – 1752) var en dansk højesteretsassessor og godsejer.
Seidelin var søn af amtmand og generalpostdirektør Hans Seidelin, der var blevet adlet 1731. Under pesten i København 1710-11 opholdt Hans Seidelin sig på Falster, blev 1730 kontorchef i Danske Kancelli og senere Maître des requêtes, assessor i Højesteret, konferensråd og 1734 gift med Charlotte Sylling (1685-1744).
Han arvede herregårdene Hagestedgård. Idet han ikke havde mandlige arvinder, bestemte Hans Seidelin ved testamente af 2. november 1751, at af hans efterladte midler forlods som et præcipuum skulle udtages 80.000 Rdl. og at derfor en eller flere sædegårde skulle købes og oprettes til stamhus for hans søstersøn Hans Diderich Brinck (se Stamhuset Hagestedgaard). Ved dette stamhus skulle Seidelins malerisamling forblive som et stedsevarende uforanderligt inventar.
Der findes et portrætmaleri af Hans Seidelin malet af Carl Gustaf Pilo 1748, som 13. september 1994 blev solgt på Bruun Rasmussen Kunstauktioner (lot nr. 54).